# Tryzoub (arme)
Pour les articles homonymes, voir Tryzoub.
Le Tryzoub (ukrainien : Тризуб, litt. « trident ») est un système d'armes antiaérien ukrainien, basé sur un rayon laser (arme à énergie dirigée). Son existence a été révélée par l’armée ukrainienne le 16 décembre 2024, et qu'il était utilisé de manière opérationnelle en février 2025.

## Annonce de son existence
Lors d’une conférence sur la coopération européenne en matière de défense tenue à Kiev,, le colonel Vadym Soukharevsky, chef des forces ukrainiennes de systèmes sans pilote, a indiqué le 16 décembre 2024 que son pays détenait une arme laser capable d’abattre une cible aérienne à deux kilomètres, très efficace pour neutraliser les drones russes,,,,,,,,,,,.
Il a ajouté que l’arme se nomme Tryzoub, une référence évidente au trident qui figure sur les armoiries de l'Ukraine,,,,,,,,, et qui représente l’indépendance, l’unité et la force,. Le colonel Vadym Soukharevsky, sans donner plus de détails, a déclaré que le Tryzoub était actuellement en opération, sans toutefois préciser où se trouvaient les armes,, et que ce type d’arme était déjà utilisé sur le champ de bataille, a rapporté l’agence de presse Interfax, selon le Kyiv Post
Les forces de systèmes sans pilote (UAS) ont été créées il y a moins de six mois et opèrent activement sur l’ensemble du front dans des unités de combat et de recherche qui « couvrent les composantes aériennes, terrestres et maritimes », selon Soukharevski,,.

## Systèmes comparables
Pour le grand public, ignorant des dernières avancées dans les technologies militaires, les armes laser peuvent sembler appartenir à la science-fiction,. Plusieurs médias font même référence à Star Wars (La Guerre des étoiles). Cependant, plusieurs pays investissent déjà dans le développement d’armes laser. Les activités de recherche et développement sur les armes laser se sont accélérées depuis les années 1990, rapporte L'Usine nouvelle. Les armes laser sont de plus en plus reconnues dans le monde entier comme des outils efficaces pour contrer la menace croissante posée par les drones à faible coût. Au fur et à mesure que la technologie mûrit, les experts estiment que de plus en plus de pays adopteront des armes à énergie dirigée, non seulement à des fins militaires, mais aussi pour la sécurité publique, comme la prévention des attaques terroristes. Alors que la technologie laser continue d’évoluer, elle pourrait révolutionner la façon dont les guerres sont menées, rendant les coûteux missiles et munitions antiaériennes moins critiques dans les conflits futurs.
Depuis plusieurs années déjà, la marine américaine est équipée d’un système d’armes laser, le AN/SEQ-3 (LaWS), qui fonctionne depuis 2014. Sa portée effective est de 1,6 km, avec une puissance de sortie allant jusqu’à 50 kW. L’armée américaine serait en train de déployer un laser à haute énergie monté sur un camion pour abattre diverses cibles, notamment les drones, les hélicoptères, les obus de mortier et les roquettes,.
Israël a annoncé travailler au déploiement du Iron Beam, un système laser qui devrait permettre à l’armée d’intercepter plus efficacement les drones depuis un petit avion civil.
La Corée du Sud a annoncé en juillet 2024 la mise en production de son système d'armes laser antiaérien appelé « Block-I ». Il serait capable d’abattre des drones avec précision grâce à son laser de 20 kW, rapporte le magazine français Air & Cosmos,,, consacré au secteur aéronautique et spatial. Ce système est conçu pour intercepter les drones nord-coréens, qui ont suscité ces dernières années de vives inquiétudes en matière de sécurité. L’Administration du programme d'acquisition de la défense a déclaré qu’elle déploierait au moins un système « Block-I » d’ici la fin de l’année 2024 et d’autres dans les années à venir. Le système « Block-I », développé par la société locale Hanwha Aerospace, peut engager de petits drones pour un faible coût, une très petite fraction du prix des munitions traditionnelles : chaque tir ne coûte que 2000 wons, soit environ 1,50 dollar,.
La France dispose du système HELMA-P (acronyme de l’anglais High Energy Laser for Multiple Applications - Power) qui est développé depuis 2017 par la Compagnie industrielle des lasers (CILAS), une entreprise d’Orléans pionnière du laser depuis 1966 et qui ambitionne d’être le leader européen des lasers dans les secteurs de la défense, de la sécurité et de l’espace. HELMA-P est une arme à énergie dirigée permettant d’aveugler les capteurs d’un drone, voire de faire fondre la structure des plus petits, entraînant ainsi leur chute en quelques secondes. En 2023, le ministère des Armées français avait communiqué sur les essais du HELMA-P en mer Méditerranée à bord d’une frégate de la Marine nationale. Il avait réussi à détruire des drones approchant du bâtiment. Pour les Jeux Olympiques de Paris 2024, la CILAS a fourni un HELMA-P comme protection anti-drone. La Direction générale de l'Armement a commandé des armes laser HELMA-P supplémentaires pour l’armée de l'Air, l’armée de Terre et la Marine.
La CILAS participe aussi au projet européen TALOS 2, en cours de développement. La conception de ce laser de 100 kW est coordonnée par les spécialistes français de CILAS. Selon L’Usine nouvelle, l’Union européenne espère avoir une arme opérationnelle d’ici 2030.
L’Inde a également testé des armes laser, comme le DURGA (Directionally Unrestricted Ray Gun Array) et le KALI (Kilo Ampere Linear Injector) qui font l’objet de recherches depuis la fin des années 1980. Selon un rapport d’IndiaToday, le DURGA est conçu pour des applications spatiales et capable de détruire des satellites sur n’importe quelle orbite, tandis que le KALI est supposé délivrer de très puissantes impulsions de faisceaux d’électrons relativistes (REB) pour désactiver les satellites,.
La Russie semble également développer un laser à haute énergie basé au sol pour « aveugler » les satellites de ses adversaires,.
D’autres pays comme la Chine, le Japon, l’Allemagne et la Turquie ont également développé leurs propres systèmes laser,. Il a été rapporté récemment que Taïwan était désormais également en possession d’une arme laser.
Enfin, le Royaume-Uni développe depuis 2017 ou 2018 son propre système d’armes laser anti-drones, appelé DragonFire (feu du dragon),,. Développé par un consortium d’entreprises britanniques comme MBDA UK, Leonardo UK et QinetiQ Group,,, le DragonFire a une puissance de 50 kilowatts et il est conçu pour neutraliser les drones ennemis. Arme à énergie dirigée par laser (LDEW), le DragonFire utilise un faisceau de lumière intense pour couper sa cible et peut frapper à la vitesse de la lumière. Il est conçu pour abattre des drones, des missiles, des avions et même des satellites. il peut engager n’importe quelle cible visible et la carbonise à plus de 3000 degrés Celsius. De plus, l’arme ne sera jamais à court de munitions et fonctionne tant qu’elle a une alimentation électrique. Le DragonFire est toujours en phase de tests,, de nouveaux tests ayant été effectués en avril 2024, mais sa mise en service opérationnel est prévue pour 2027,,,, comme l’a indiqué l’ancien Secrétaire d'État à la Défense Grant Shapps,,. Les Britanniques ont également prévu d’envoyer en Ukraine les premiers prototypes en avril 2025,,, pour contrer les drones russes, a rapporté Reuters,,,.

## Origine possible
Le colonel Soukharievsky a déclaré qu’avec le Tryzub, l’Ukraine était entrée dans le club très fermé des nations capables de développer des armes laser,,,. En effet, une telle technologie n’est pas à la portée de tous les pays, et à ce jour, seule une poignée de pays a déclaré détenir des armes laser opérationnelles, notamment les États-Unis, Israël, la Russie, la Chine,,,,,, la France et la Corée du Sud.
Cependant, certains experts de la défense pensent que le Tryzoub n’a pas été développé localement par des entreprises de défense ukrainiennes, malgré son nom patriotique, mais que Kiev l’a peut-être acquis d’un pays allié. L’hypothèse la plus répandue est que l’Ukraine a bénéficié d’un transfert de technologie du Royaume-Uni, et que le Tryzoub est inspiré de la conception du prototype britannique DragonFire,,,,. En effet, les spécifications et capacités annoncées du Tryzoub sont similaires à celles du LaWS américain ou du DragonFire britannique, et, même si ce dernier est censé ne pas être encore opérationnel (il ne le sera pleinement qu’en 2027, d’après le ministre des Forces armées britannique, Leo Docherty), l’ancien secrétaire britannique à la Défense Grant Shapps avait déclaré en avril 2024 que le Royaume-Uni pourrait accélérer la production du DragonFire afin de l’envoyer en Ukraine pour l’utiliser dans le conflit en cours. Le DragonFire est conçu pour abattre les drones, les missiles, les avions et même les satellites avec ses faisceaux lumineux intenses, qui peuvent frapper à la vitesse de la lumière et calciner la cible jusqu’à plus de 3000 degrés Celsius. Or l’Ukraine a été confrontée à des vagues d’assaut de drones russes à basse altitude, en particulier les drones kamikazes Shahed 136 largement déployés. Ces armes ont submergé les défenses aériennes traditionnelles et fait des ravages sur les infrastructures ukrainiennes. Le Tryzoub permettrait de proposer une contremesure précise et économique contre ces menaces persistantes. Contrairement aux systèmes basés sur des missiles, qui sont coûteux à produire, les armes laser peuvent neutraliser des cibles à une fraction de ce coût, un avantage stratégique pour un pays plongé dans une guerre d'usure. De plus, tant qu’il y a de l’énergie électrique, cette arme a l’avantage de pouvoir tirer en illimité. Leo Docherty n’a pas exclu de fournir le DragonFire à l’Ukraine, laissant entendre qu’une fois les tests terminés, Kiev pourrait recevoir l’arme pour renforcer ses capacités défensives.

## Historique
Le 6 février 2025, Vadym Soukharevsky, commandant des forces ukrainiennes de systèmes sans pilote, a déclaré que le laser ukrainien Tryzoub était utilisé de manière opérationnelle sur le champ de bataille et « frappait déjà certaines cibles à certaines altitudes ». Cette arme a une portée opérationnelle signalée de deux kilomètres,,.